# Turkish Airlines
Турецькі авіалінії (тур. Türk Hava Yolları Anonim Ortaklığı, англ. Turkish Airlines) (THY) — флагманський авіаперевізник Туреччини. Базується в Стамбулі. Виконує низку регулярних рейсів на 118 міжнародних та 37 внутрішніх маршрутах до Європи, Азії, Африки, Америки. Головним хабом авіакомпанії є Міжнародний аеропорт Стамбул (IST), Стамбул. Другорядні хаби — Міжнародний аеропорт Сабіха Гекчен (SAW), Стамбул, та Міжнародний аеропорт Есенбога (ESB), Анкара. У 2008 році компанія Turkish Airlines перевезла 22,5 млн пасажирів та отримала дохід в обсязі 4,5 млрд доларів США.. Штат авіакомпанії становить близько 12 000 співробітників. З 1 квітня 2008 року авіакомпанія стала членом Star Alliance.

## Історія

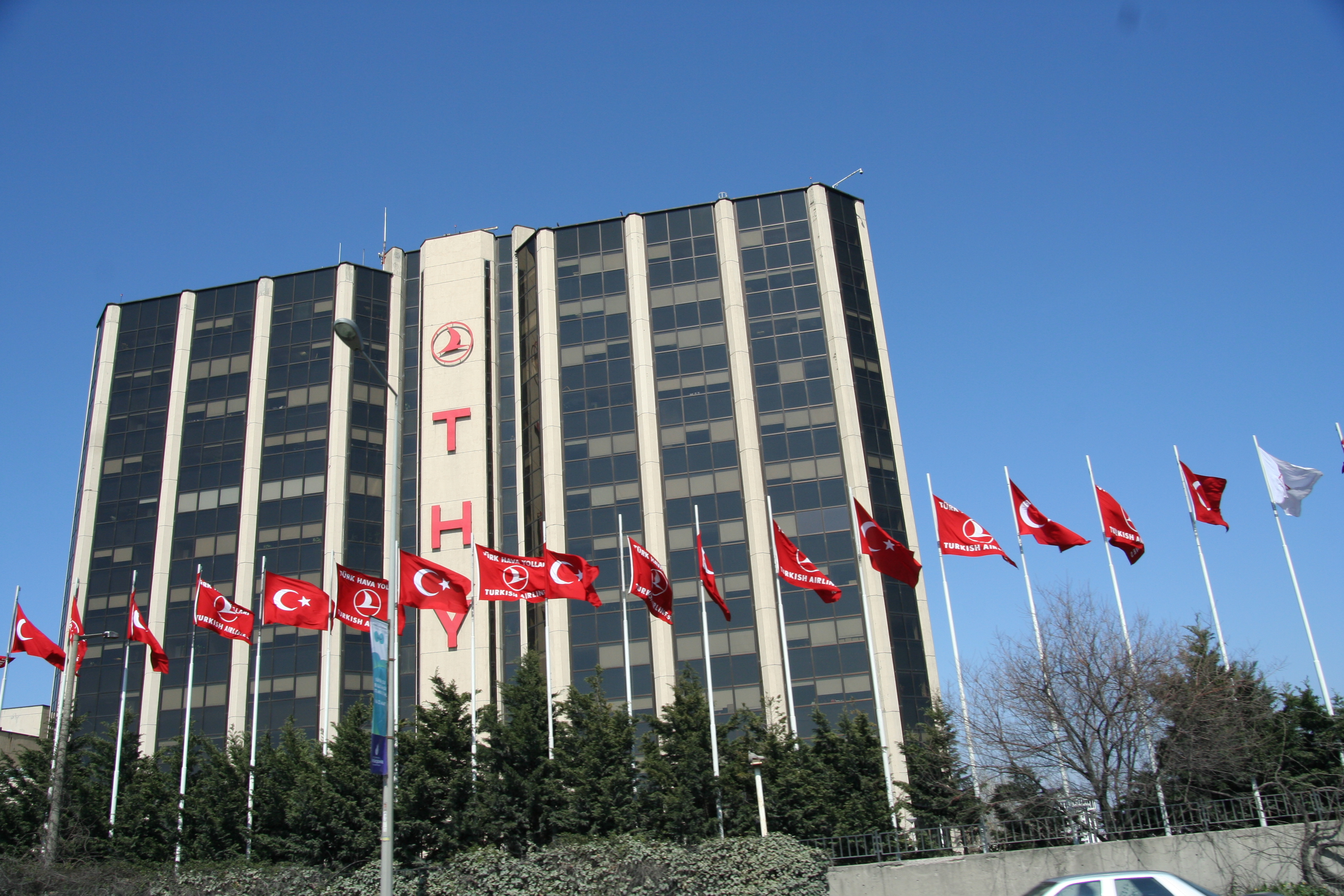
Штаб-квартира

Створено 20 травня 1933 як Державну авіаційну адміністрацію (тур. Devlet Hava Yolları İşletmesi İdaresi) (DHY). Перші рейси здійснювалися між Стамбулом, Ескішехіром та Анкарою з серпня 1933.
У вересні 1937 авіакомпанія отримала три біплана De Havilland D.H. 86B. В грудні того ж року надійшов четвертий літак. Всі вони були задіяні на внутрішніх маршрутах між Стамбулом, Ескішехіром, Ізміром, Анкарою, Аданою, Кайсері та Діярбакиром.
У червні 1938 компанія отримала нову назву — Devlet Hava Yolları Umum Müdürlüğü (DHY). Перший постійний міжнародний рейс відбувся в 1947 до Афін, але далекомагістральні рейси до Далекого Сходу та через Атлантику було відкрито лише через 40 років.
Внаслідок масштабної реорганізації 20 лютого 1956 авіакомпанія стала змішаною корпорацією Türk Hava Yolları.
У грудні 1990 5% акцій продано. Пізніше уряд продав 23% акцій в грудні 2004 та 28,75% у травні 2006.
Зараз 49% акцій належить державі та 51% — приватним власникам. Окрім того, 50% афілійованої авіакомпанії SunExpress належить німецькій Lufthansa.
У 1999 вийшла із складу Qualiflyer group через несумісність із Swissair і Delta Air Lines.
В грудні 2006 прийняте рішення про входження Turkish Airlines до Star Alliance. З 1 квітня 2008 увійшли до альянсу повноправним членом.

### Міграційна криза
12 листопада 2021 року після рішення ЄС ввести проти Білорусі та авіакомпаній, які перевозять мігрантів до Білорусі, санкцій компанія призупинила рейси до Мінська для громадян Сирії, Іраку та Ємену (за виключенням власників дипломатичних паспортів)..

## Пункти призначень

Карта маршрутів польотів

Турецькі авіалінії виконують рейси до 34 аеропортів Туреччини, 25 з яких — лише у внутрішньому сполученні. До Анкари здійснюється 106 рейсів щотижня, до Ізміру — близько 100, до Антальї — 65, та до Адани — 55. В десять інших аеропортів двічі на день здійснюються рейси із Стамбула. Turkish Airlines є лідером внутрішніх перевезень із урахуванням лоу-кост підрозділу AnadoluJet. Конкурентами компанії є Onur Air, Atlasjet, Pegasus Airlines, IzAir та SunExpress (50 % якої належить Turkish Airlines).
Більша частина міжнародних рейсів Turkish Airlines здійснюється із Аеропорту Стамбул (раніше основним аеропортом був Аеропорт Ататюрк, який нині виконує вантажні перевезення), звідки тривалість перельоту до 50 країн, в які здійснює рейси авіакомпанія, складає не більше трьох годин.
Турецькі авіалінії обслуговують 118 пунктів призначення за межами Туреччини в близько 70 країнах.
У 2008 оголосили про заплановані рейси до Торонто, Вашингтону та Сан-Паулу; середньомагістральних рейсів до Алеппо, Бірмінгема, Лахору, Атрау, Орана, Львова (з 27 липня 2009.), Уфи та Александрії, але у зв'язку із затримками в надходженні нових літаків ці терміни не були витримані для деяких міст.
Здійснюються рейси через Атлантичний океан до Нью-Йорка, Бостона, Чикаго, Сан-Паулу (з 22 березня 2009 року), Буенос-Айреса.
Найбільшими містами в Азії, що обслуговуються Turkish Airlines, є Бангкок, Пекін, Гонконг, Осака, Сеул, Шанхай, Сінгапур і Токіо.

### Код-шерингові партнери
- Adria Airways
- Aegean Airlines[13]
- Air Astana[14]
- Air Canada[15]
- Air China
- Air India
- Air Kyrgyzstan
- Air Malta
- Air New Zealand[16]
- All Nippon Airways
- Asiana Airlines
- Austrian Airlines
- Avianca[17]
- Azerbaijan Airlines[18]
- Croatia Airlines
- EgyptAir
- Ethiopian Airlines[19]
- Etihad Airways
- EVA Air[20]
- Garuda Indonesia
- Hawaiian Airlines[21]
- Iran Air
- Jetblue Airways
- Kuwait Airways
- Lufthansa
- Luxair[22]
- LOT Polish Airlines[23]
- Malaysia Airlines
- Oman Air[24]
- Pakistan International Airlines
- Philippine Airlines[25]
- Royal Air Maroc
- Royal Brunei Airlines[26]
- Royal Jordanian[27]
- RwandAir[28][29]
- Scandinavian Airlines[30]
- Singapore Airlines
- Swiss International Air Lines
- TAP Portugal
- Thai Airways International
- Ukraine International Airlines[31]
- United Airlines
- UTair

## Діяльність в Україні
Turkish Airlines обслуговує багато аеропортів різних міст України. Зокрема це такі міста:
- Київ
- Харків
- Одеса
- Львів
- Сімферополь (до окупації РФ у 2014)
- Донецьк (до 2014)
- Дніпро
- Івано-Франківськ (з 30 березня 2016)
- Хмельницький
- Чернівці
- Запоріжжя
- Херсон

## Флот

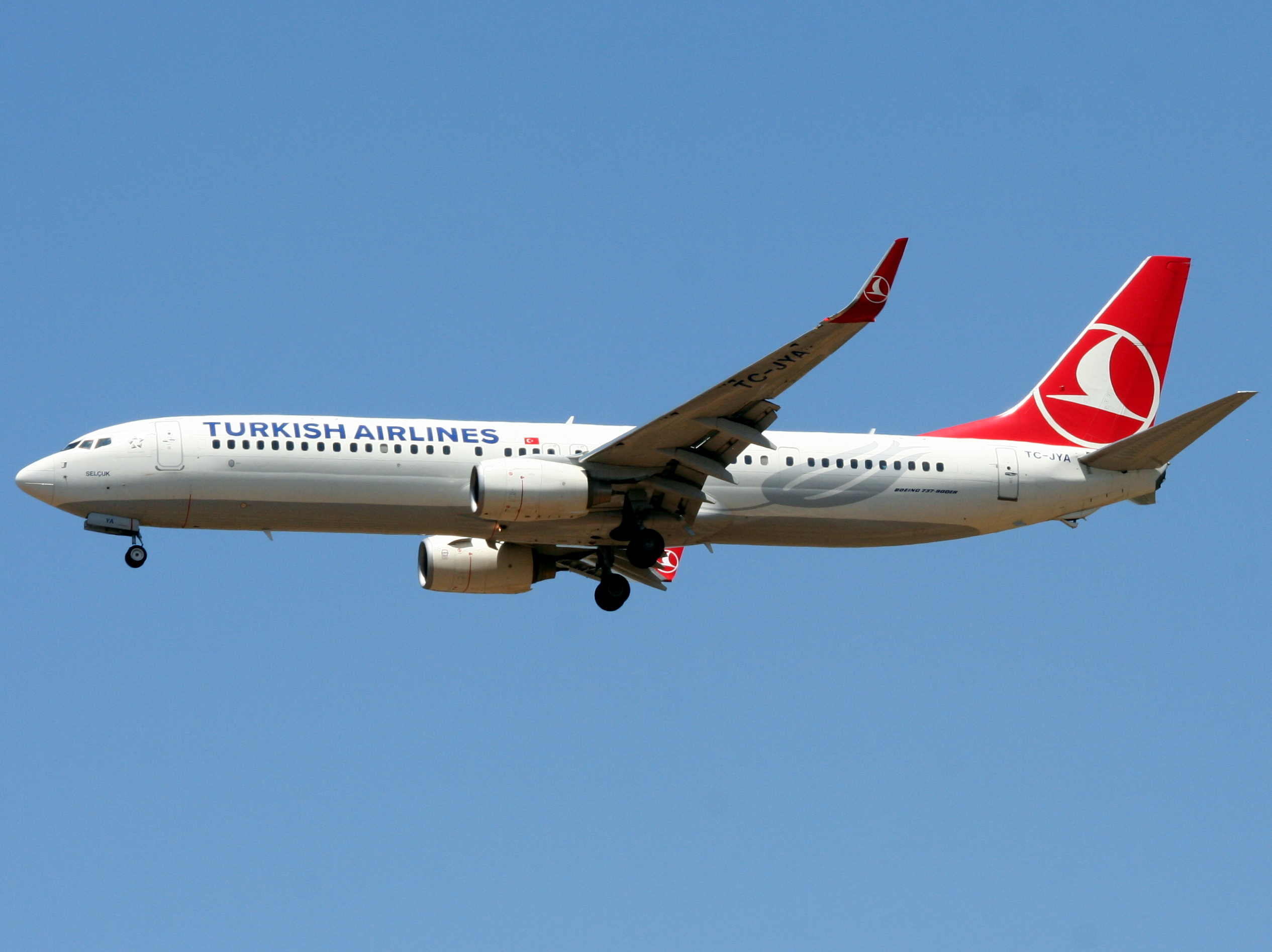
Boeing 737-8F2

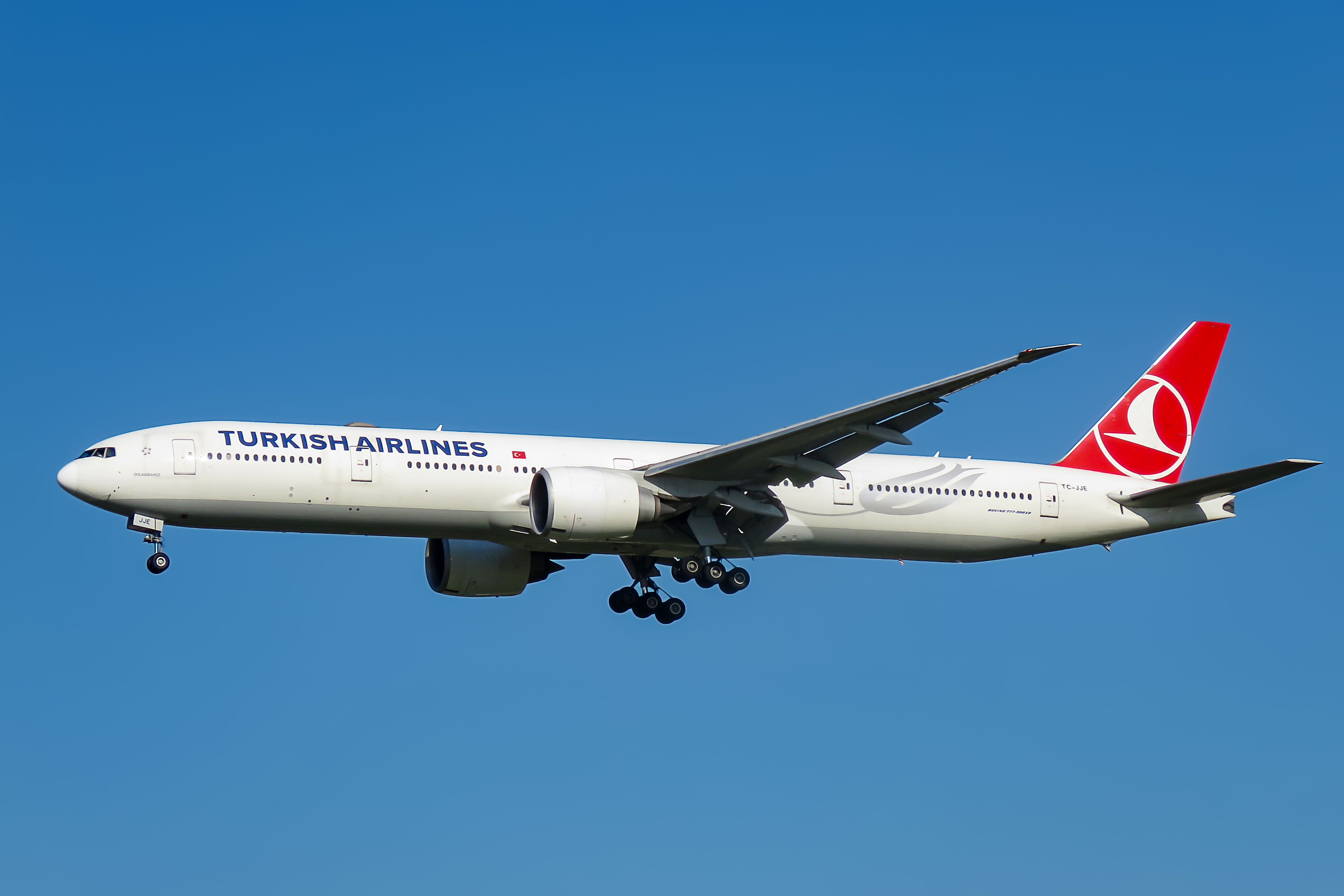
Boeing 777-300ER

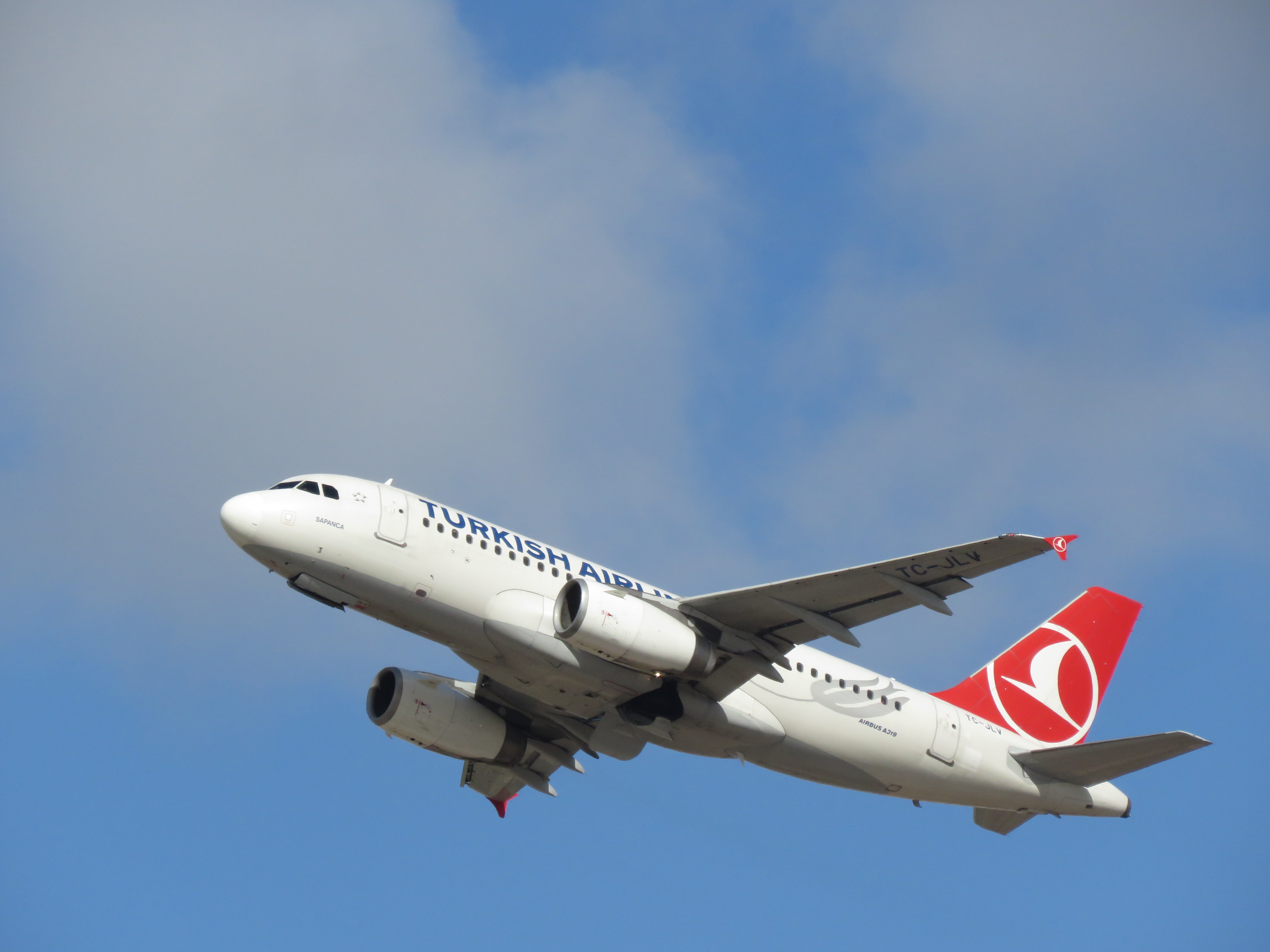
Airbus A319

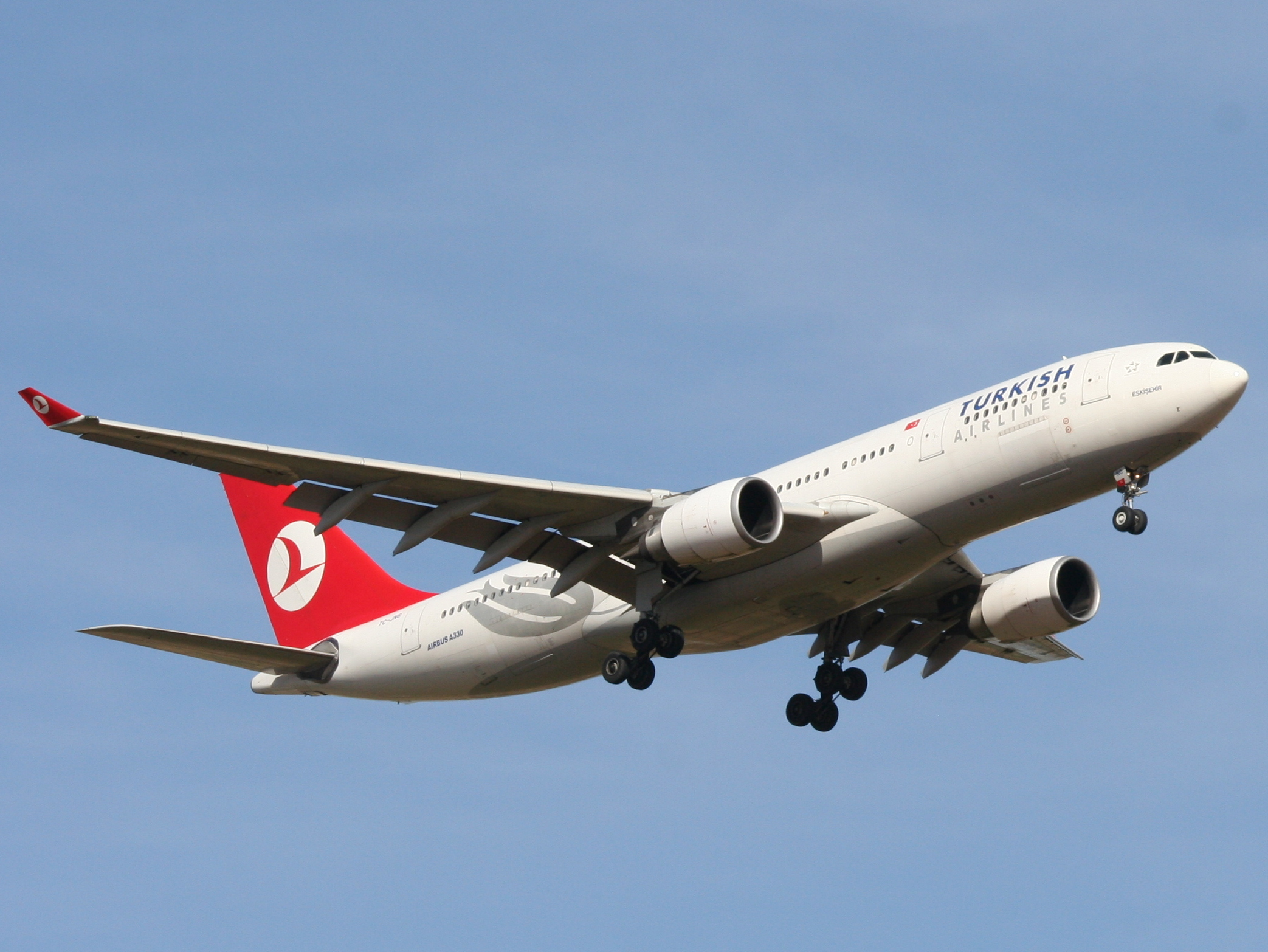
Airbus A330-203

Флот Turkish Airlines на лютий 2018 року:

### Ліврея
Ліврея авіалінії складається із:
- білого фюзеляжу, з нанесеною на нього назвою авіаліній блакитними літерами;
- зображення тюльпана, що простягається від крила до хвоста;
- червоного хвоста із логотипом компанії всередині білого круга.

### Центр технічного обслуговування
Турецькі авіалінії мають власний центр технічного обслуговування в міжнародному аеропорту ім. Ататюрка, (IST) в Стамбулі. Цей підрозділ, також відомий як Turkish Technic відповідає за підтримку технічного стану, ремонт та капітальний ремонт літаків Turkish Airlines, а також двигунів, та інших компонентів.
Підрозділ Turkish Technic також відкрив власний центр по обслуговуванню двигунів в міжнародному аеропорту Сабіха Гьокчен (SAW), Стамбул. Цей центр буде забезпечувати підтримку технічного стану двигунів, а також їхній ремонт та капітальний ремонт для клієнтів з усього світу.

## Програма лояльності
Після того, як Turkish Airlines вийшла зі складу Qualiflyer, авіакомпанія має власну програму лояльності під назвою Miles & Smiles. Милі, отримані за перельоти рейсами турецьких авіаліній, а також використання послуг партнерів програми, можуть бути обміняні на безкоштовний квиток в обидві сторони, або підвищення в класі перельоту.
Після входження турецьких авіаліній до складу Star Alliance, милі нараховуються і за перельоти іншими авіалініями — учасниками альянсу. Обмін миль на безкоштовні квитки та підвищення класу здійснюються як для рейсів Turkish Airlines так і для інших членів альянсу.
Програма лояльності має чотири статусних рівні, що віздрізняються кількістю і характером привілеїв, які вони надають пасажирам: Classic, Classic Plus, Elite, Elite Plus. Кожен рівень обумовлений кількістю набраних статусних миль протягом останнього року.